# Pia (кинофестиваль)
Кинофестиваль Pia (яп. ぴあフィルムフェスティバル) (Pia Film Festival, PFF) — ежегодный кинофестиваль японского кино, проходящий в Токио. Фестиваль ориентирован на авторское независимое кино от молодых режиссёров и считается главной «стартовой точкой» в карьерах многих лучших кинематографистов Японии.

## Описание
Фестиваль был создан по инициативе кинематографического журнала Pia, оплачивался на средства издания и первоначально назывался Off-Theater Film Festival, проходя в формате разовых показов. В начале 1980-х фестиваль был переименован в честь издания-основателя. Первыми членами жюри PFF стали Сюдзи Тэраяма и Нагиса Осима. Постепенно фестиваль обзавёлся многочисленными спонсорами, среди которых — Tokyo FM, TBS и др.
В 1984 году фестиваль стал предоставлять стипендию для победителей, на которую в течение одного года после присуждения награды можно вести съёмки следующего проекта. В 1988 была учреждена конкурсная программа.
PFF помог успешно начаться карьерам таких режиссёров, как Сион Соно, Наоми Кавасэ, George Iida, Киёси Куросава, Akihiko Shiota, Ryōsuke Hashiguchi, Shinobu Yaguchi, Shinobu Yaguchi, Naoko Ogigami, Kazuyoshi Kumakiri и других.
В 2019 году на PFF стала присуждаться награда имени Нагисы Осимы, которая отмечает подающих надежды режиссёров нового поколения.